# Oschersleben
Oschersleben é uma cidade da Alemanha, localizada no distrito de Börde, no estado Saxônia-Anhalt. Oschersleben é membro da associação municipal Verwaltungsgemeinschaft Oschersleben. A população em 1905 era de 13.271, e em 2007 cerca de 17.000.

## Geografia
Oschersleben está localizado próximo do rio Bode, aproximadamente 39 km a sudoeste de Magdeburgo, numa região chamada Magdeburger Börde. O rio Bode atinge o seu ponto mais a norte fora da cidade. Oschersleben é a mais importante estação de comboio da pista desde Magdeburgo a Halberstadt e Thale.

## História
Em 23 de Novembro de 994, Oschersleben foi mencionado pela primeira vez num documento pelo Imperador Otto III. Em 1235 foi referenciado como uma cidade. No século XVII muitas partes de Oschersleben foram destruídas por incêndios. Em 1648 ficou sobre domínio de Brandemburgo. Oschersleben tornou-se capital de distrito em 1816 e foi ligada à rede de caminhos de ferro em 1843.
Nos anos anteriores à Segunda Guerra Mundial, Oschersleben expandiu-se devido à fábrica de aviões (AGO Flugzeugwerke) que foi fundada aqui e precisou de muitos trabalhadores. A fábrica de armamento foi também razão para os Aliados terem atacado a cidade em três raids aéreos.
Durante o período da RDA, Oschersleben foi o centro da agricultura na região. Alguns estabelecimentos industriais ficaram aqui situados, como a já existente fábrica de bombas, bem como as refinarias de açúcar, fundições de ferro, lojas, lojas de máquinas e de peças de trabalho.
Até 2007, Oschersleben foi a capital do distrito Bördekreis, fundado em 1994 juntando os distritos de Oschersleben e Wanzleben.

## Demografia
Evolução da população (a partir de 1960, em 31 de dezembro):
| - 1723 - 1.068 - 1740 - 1.780 - 1785 - 2.243 - 1791 - 2.340 - 1800 - 2.861 - 1814 - 2.702 - 1820 - 3.002 - 1831 - 3.257 - 1840 - 3.614 - 1852 - 5.537 - 1861 - 6.704 - 1875 - 7.831 - 1880 - 8.873 - 1890 - 10.682 | - 1900 - 13.405 - 1920 - 12.347 - 1930 - 13.750 - 1939 - 17.817 - 1946 - 21.011 (29 de outubro) - 1950 - 21.048 (31 de agosto) - 1960 - 19.126 - 1981 - 17.160 - 1984 - 17.229 - 1995 - 19.575 - 2000 - 18.828 - 2005 - 17.723 - 2006 - 17.394 - 2007 - 19.833 |

## Esporte
Desde 2000, a pista de corridas Oschersleben Motorpark é usado no DTM, WTCC e outros campeonatos. Em 2005, o circuito foi renomeado para Oschersleben Motorsport Arena devido à insolvência dos investidores.

## Idioma Wikipédia Original
- Wikipédia inglesa